# Ardealite
La ardealite è un minerale.